# Hōtō
Lo hōtō (ほうとう?) è un piatto tipico della cucina giapponese, ed in particolare della prefettura di Yamanashi. Anche se spesso considerato una variante dell'udon per via della preparazione dell'impasto, a Yamanashi viene ritenuto una pietanza molto diversa; lo stesso dicasi per lo yoshida no udon (吉田のうどん?). Sull'etimologia del termine vi sono diverse ipotesi.

## Preparazione
Viene servito normalmente bollito con verdure e pollo.